# Liste von Persönlichkeiten der Stadt Dallas
Die Liste von Persönlichkeiten der Stadt Dallas enthält Personen, die in Dallas im US-Bundesstaat Texas geboren wurden sowie solche, die in Dallas ihren Wirkungskreis hatten, ohne hier geboren zu sein. Beide Abschnitte sind jeweils chronologisch nach dem Geburtsjahr sortiert. Die Liste erhebt keinen Anspruch auf Vollständigkeit.

## In Dallas geborene Persönlichkeiten

### 19. Jahrhundert

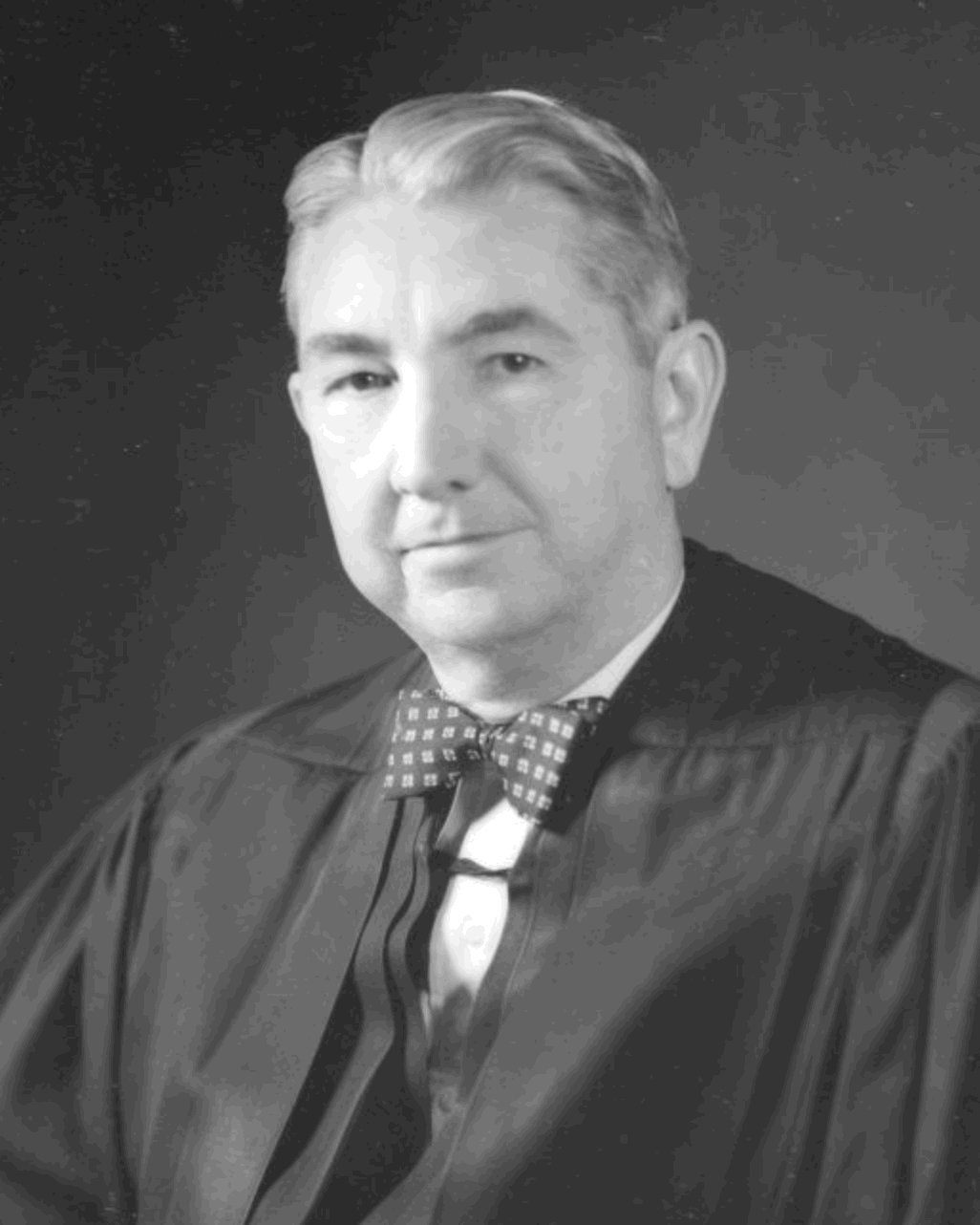
Tom C. Clark
(1899–1977)

- Frank Brownlee (1874–1948), Schauspieler
- Robert Lee Moore (1882–1974), Mathematiker
- Haller Belt (1885–1979), Filmtechniker und Spezialist für visuelle Effekte
- Francelia Billington (1895–1934), Schauspielerin und Kamerafrau
- Tom C. Clark (1899–1977), Jurist und Politiker
- Alex Moore (1899–1989), Sänger und Klavierspieler des Texas Blues
- Roy Newman (1899–1981), Country-Musiker
- Leonora Corona (1900–nach 1950), Opern- und Konzertsängerin der Stimmlage Sopran
- James Hall (1900–1940), Schauspieler
- John Rosenfield (1900–1966), Journalist, Kolumnist und Kulturkritiker

### 20. Jahrhundert

#### 1901 bis 1910

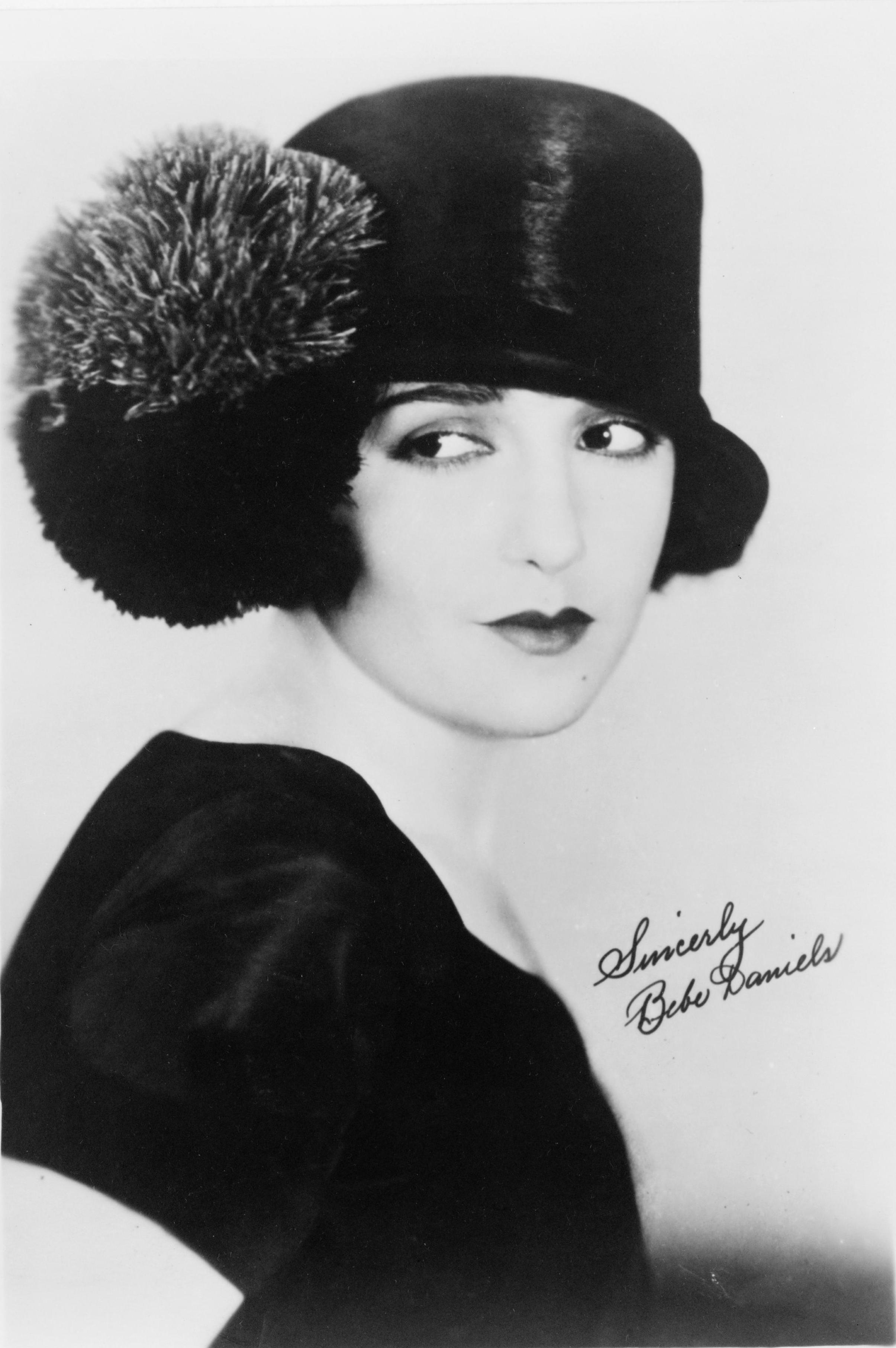
Bebe Daniels
(1901–1971)

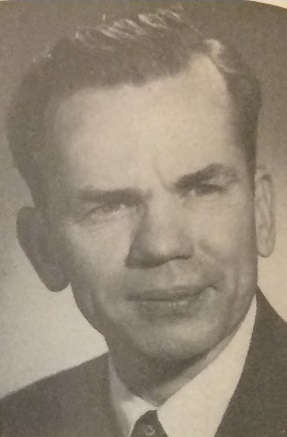
Clinton D. McKinnon
(1906–2001)

- Bebe Daniels (1901–1971), Schauspielerin
- Richard Alexander (1902–1989), Schauspieler
- Woody Walder (1903–1978), Jazzmusiker
- Bob McCracken (1904–1972), Jazz-Klarinettist
- Herman Walder (1905–1991), Musiker
- Clinton D. McKinnon (1906–2001), Politiker
- Henry Nash Smith (1906–1986), Kultur- und Literaturwissenschaftler
- Henry Wells (1906–nach 1960), Jazz-Posaunist und Sänger des Swing
- Hardie Gramatky (1907–1979), Maler, Autor, Animator und Illustrator
- Gordon Teal (1907–2003), Chemiker
- Keg Johnson (1908–1967), Jazz-Posaunist
- Hot Lips Page (1908–1954), Jazztrompeter und Sänger
- Buddy Banks (1909–1991), Jazz- und Rhythm-and-Blues-Tenorsaxophonist und Sänger
- Dan Minor (1909–1982), Jazzmusiker
- Pegot Waring (1909–1983), Bildhauerin
- Dorothy Janis (1910–2010), Schauspielerin
- Budd Johnson (1910–1984), Jazz-Saxophonist und Klarinettist sowie Arrangeur

#### 1911 bis 1920
- Jack Ruby (1911–1967), Mörder

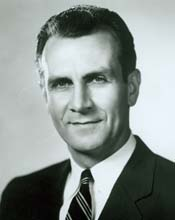
Bruce Alger
(1918–2015)

- Waldeen Falkenstein (1913–1993), Tänzerin und Choreografin
- Henry Coker (1914–1979), Jazzposaunist des Swing und Modern Jazz
- Martha Elisabeth Rogers (1914–1994), Pflegetheoretikerin, Pflegeforscherin und Professorin für Pflege
- Margaret Tallichet (1914–1991), Schauspielerin
- Rowland Wolfe (1914–2010), Turner
- Jack Buetel (1915–1989), Schauspieler
- Harry W. O. Kinnard (1915–2009), Generalleutnant der United States Army
- Charlie Christian (1916–1942), Gitarrist
- Bill Clements (1917–2011), Politiker
- Walter Brown (1917–1956), Bluessänger
- Davey O’Brien (1917–1977), American-Football-Spieler
- Bruce Alger (1918–2015), Politiker
- Henry M. Morris (1918–2006), Junge-Erde-Kreationist, Apologet und Wasserbauingenieur
- Cecil Green (1919–1951), Automobilrennfahrer
- John Howard Griffin (1920–1980), Autor
- Warren Luckey (1920–2005), Jazz- und R&B-Saxophonist
- Virginia Vale (1920–2006), Schauspielerin

#### 1921 bis 1930

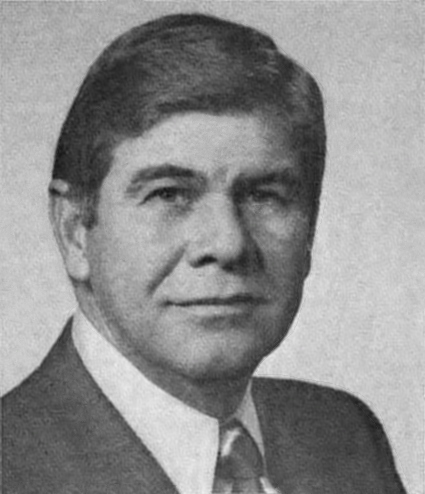
Harold L. Runnels
(1924–1980)

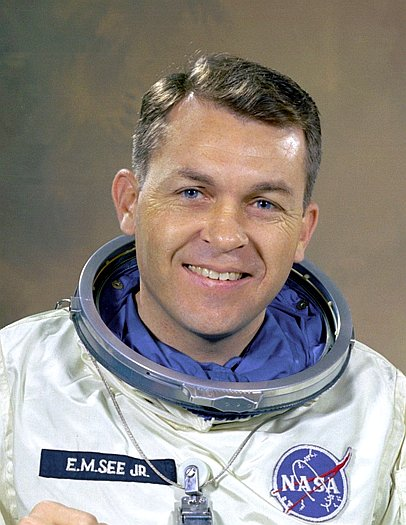
Elliot See
(1927–1966)

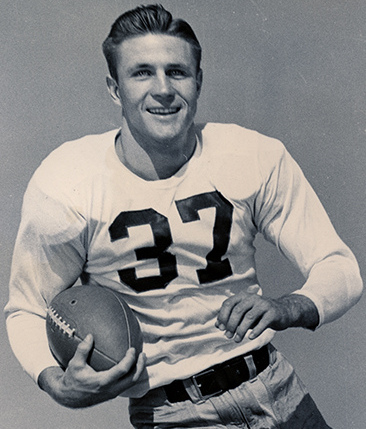
Doak Walker
(1927–1998)

- Harry Babasin (1921–1988), Jazz-Bassist und Cellist
- Jimmy Giuffre (1921–2008), Jazzkomponist und -arrangeur
- Gene Roland (1921–1982), Jazz-Komponist, Arrangeur und Musiker
- LaNoue Davenport (1922–1999), Musiker
- James Noble (1922–2016), Schauspieler
- Linda Darnell (1923–1965), Schauspielerin
- Red Garland (1923–1984), Jazz-Pianist
- Andy Granatelli (1923–2013), Autorennfahrer und Rennstallbesitzer
- Clint Murchison (1923–1987), Gründer und erster Besitzer des US-amerikanischen NFL-Teams Dallas Cowboys
- Mark Shepherd (1923–2009), Ingenieur, Manager und Vorstandsvorsitzender
- Aaron Spelling (1923–2006), Film- und Fernsehproduzent und Schauspieler
- Bette Nesmith Graham (1924–1980), Unternehmerin
- Joe Reisman (1924–1987), Musiker, Bandleader, Musikproduzent und Arrangeur
- John M. Rosenfield (1924–2013), Kunsthistoriker und Ostasienwissenschaftler an der Harvard University
- Harold L. Runnels (1924–1980), Politiker
- Madeleine Duncan Brown (1925–2002), Geliebte des US-Präsidenten Lyndon B. Johnson von 1948 bis 1969
- William Wakefield Baum (1926–2015), römisch-katholischer Erzbischof von Washington
- Tommy Bond (1926–2005), Schauspieler
- Nancy Gates (1926–2019), Schauspielerin
- Conrad Hilton Jr. (1926–1969), Geschäftsmann und Manager
- Gladys W. Royal (1926–2002), Biochemikerin und Hochschullehrerin
- Ramsey Clark (1927–2021), Jurist und Politiker
- Barron Hilton (1927–2019), Unternehmer, Philanthrop und Milliardär
- Elliot See (1927–1966), Astronaut
- Doak Walker (1927–1998), American-Football-Spieler
- Charles V. Willie (1927–2022), Soziologe und Hochschullehrer
- Nancy Jeffett (1928–2017), Tennisspielerin und -funktionärin
- George McFarland (1928–1993), Schauspieler
- Eddie Preston (1928–2009), Jazz-Trompeter und Flügelhornist
- Jerry Hardin (* 1929), Schauspieler
- Don Iwerks (* 1929), Unternehmer und Kameratechniker
- Harvey Schmidt (1929–2018), Komponist
- Pat Corley (1930–2006), Schauspieler
- Bill Hughes (1930–2018), Jazzposaunist
- Anson Frank Rainey (1930–2011), amerikanisch-israelischer Archäologe

#### 1931 bis 1940

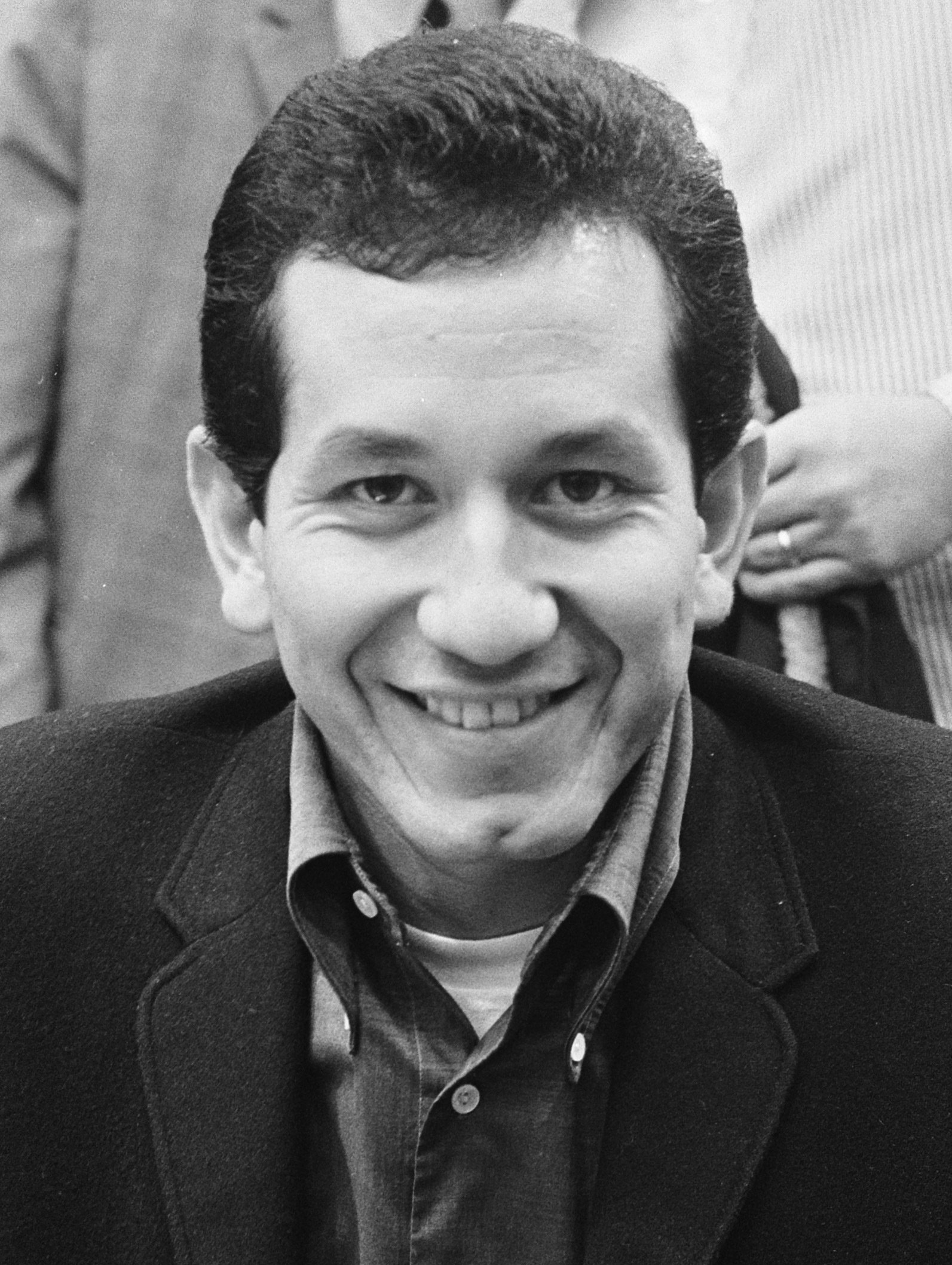
Trini Lopez
(1937–2020)

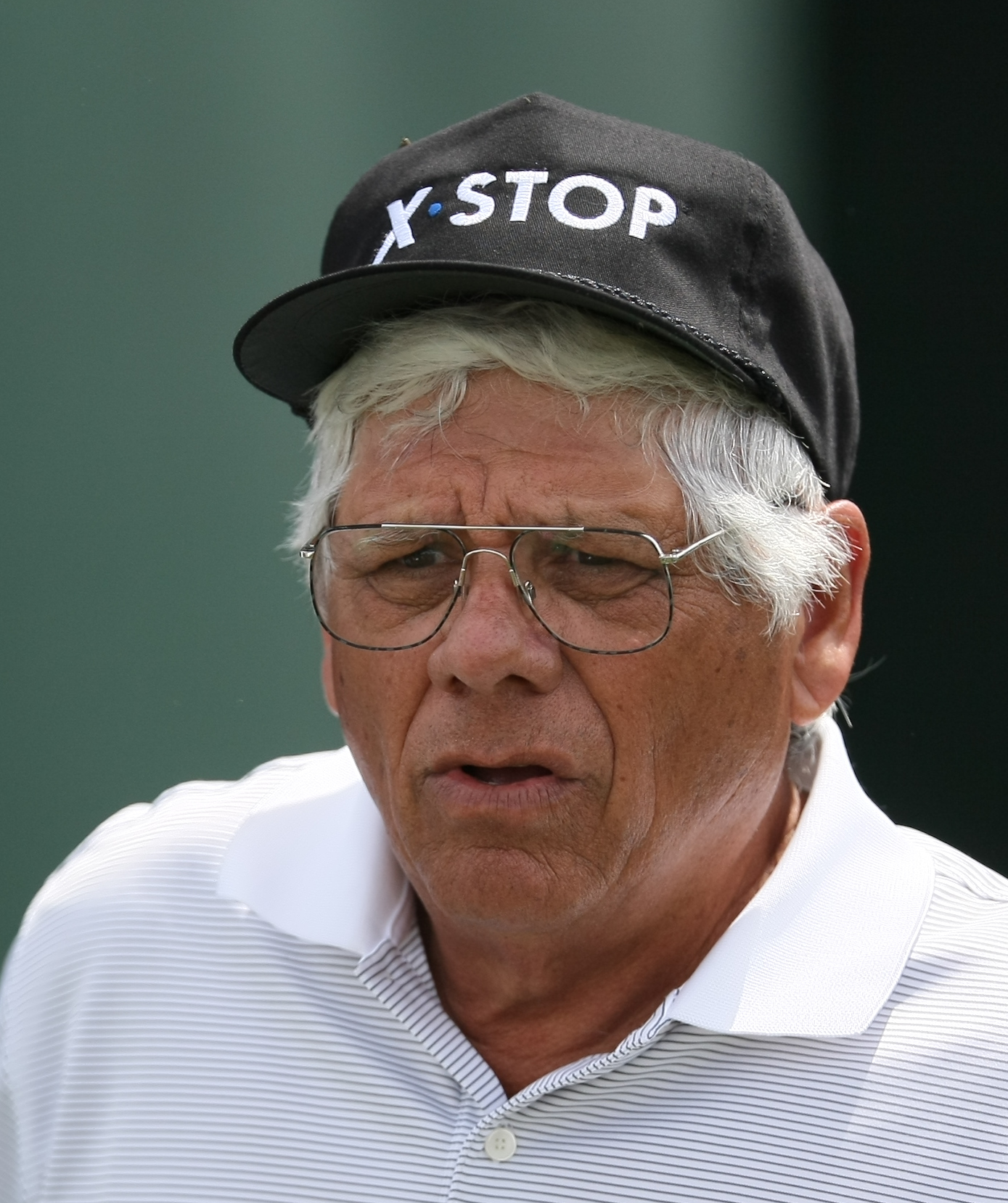
Lee Trevino
(* 1939)

- Ernie Banks (1931–2015), Baseballspieler
- Tommy Blake (1931–1985), Rockabilly- und Country-Musiker
- Zora Folley (1931–1972), Schwergewichtsboxer
- Gene O’Quin (1932–1978), Country-Musiker und Songwriter
- Robert W. Taylor (1932–2017), Informatiker
- John Handy (* 1933), Jazzmusiker
- William Harrison (1933–2013), Schriftsteller und Professor der Anglistik
- Lee G. Pondrom (* 1933), experimenteller Hochenergiephysiker
- John A. Alonzo (1934–2001), Kameramann
- William Winn Hay (1934–2022), Geologe
- Danny Mummert (1934–1974), Schauspieler
- David Hawk (1934–2020), NFL-Schiedsrichter
- Cedar Walton (1934–2013), Jazz-Pianist
- Carl H. Brans (* 1935), Physiker
- James Clay (1935–1994), Jazzsaxophonist und -flötist
- Sidney Henry (* 1935), Gewichtheber
- Walter Wink (1935–2012), Professor für Biblische Exegese
- Donnie Brooks (1936–2007), Rock-'n'-Roll- und Pop-Sänger
- K. Callan (* 1936), Schauspielerin und Autorin
- Bobby Seale (* 1936), Bürgerrechtler und Mitbegründer der Black Panther Party
- Jack Binion (* 1937), Kasinobesitzer
- Trini Lopez (1937–2020), Pop-Sänger
- Eddie Meador (1937–2023), American-Football-Spieler
- Charles P. Otstott (* 1937), Generalleutnant der United States Army
- Snuff Garrett (1938–2015), Musikproduzent und Discjockey
- Burton Gilliam (* 1938), Schauspieler
- Jimmy Johnson (1938–2024), American-Football-Spieler
- Cherrie Sherrard (* 1938), Hürdenläuferin
- Eddie Southern (1938–2023), Sprinter und Hürdenläufer
- Ronnie Tutt (1938–2021), Schlagzeuger und Mitglied der TCB Band
- Ronnie Dawson (1939–2003), Rockabilly-Sänger
- Alfred Gray (1939–1998), Mathematiker
- John Thomas Lutz (1939–2021), Schriftsteller
- Gene Summers (1939–2021), Rockabilly-Sänger
- Lee Trevino (* 1939), Profigolfer
- Stanley Hauerwas (* 1940), methodistischer Theologe und Pazifist
- Stone Johnson (1940–1963), Sprinter und American-Football-Spieler
- Raymond Wells (* 1940), Mathematiker

#### 1941 bis 1950

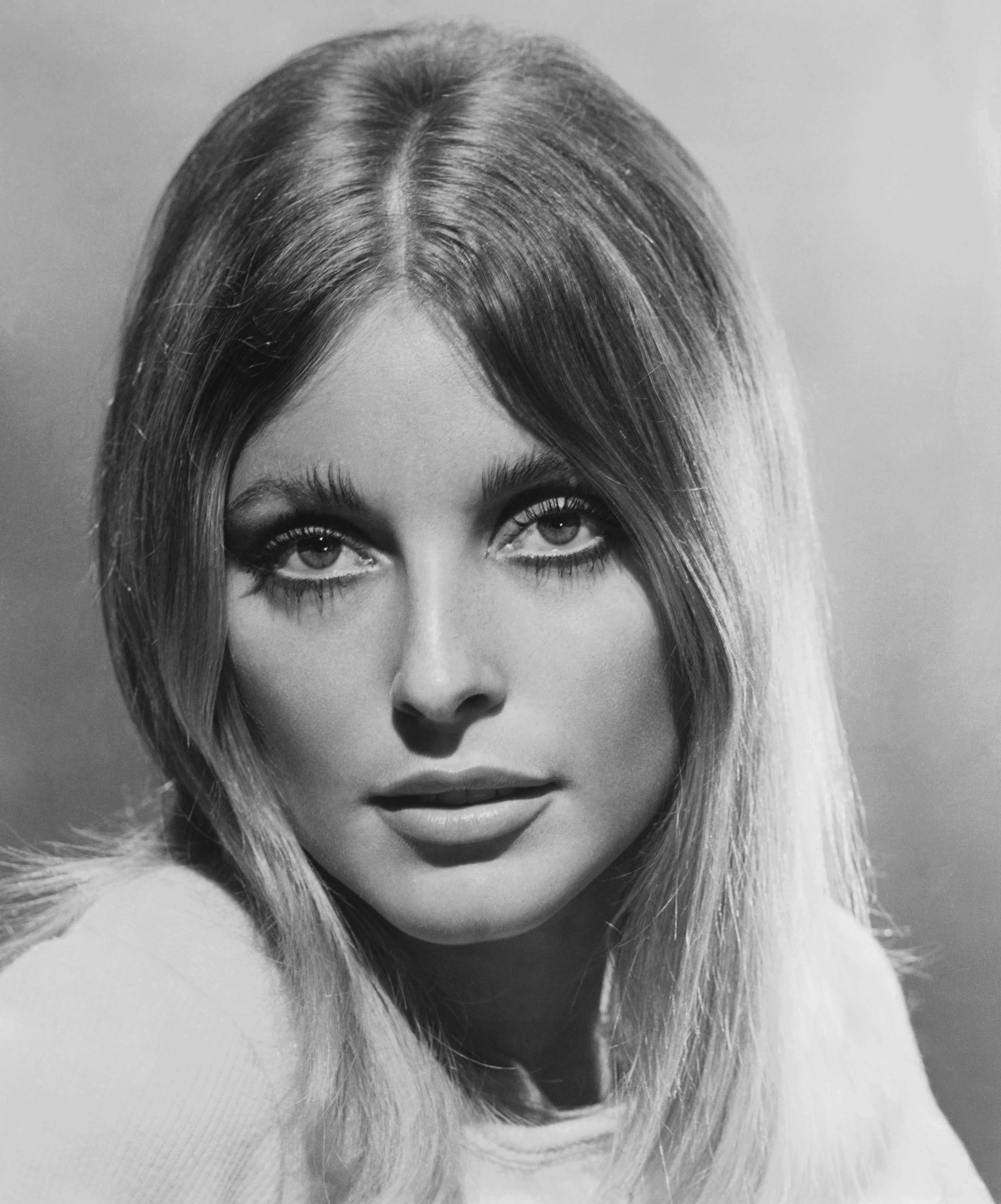
Sharon Tate
(1943–1969)

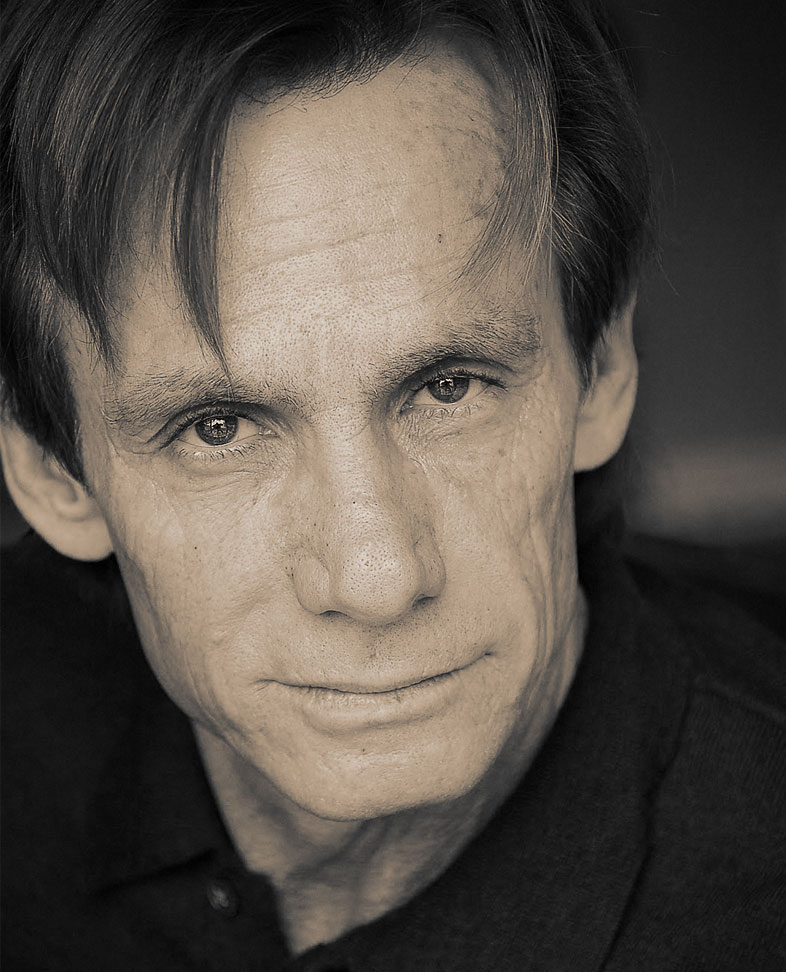
Steve Railsback
(* 1945)

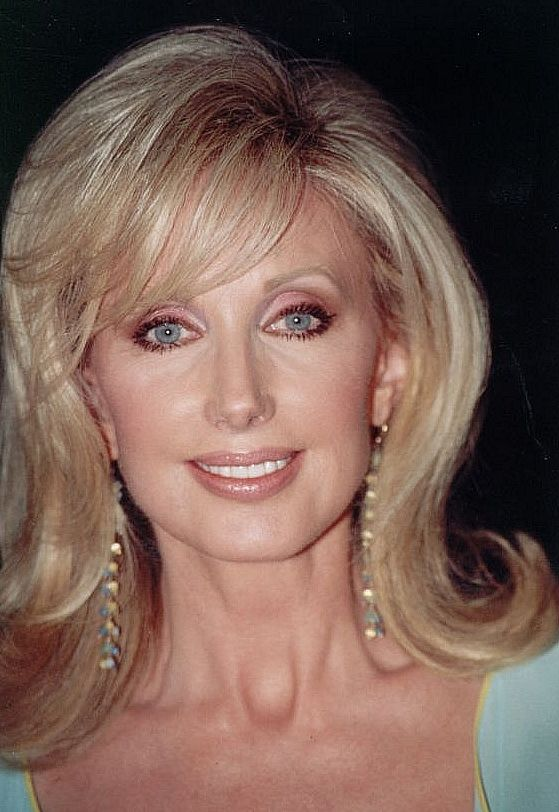
Morgan Fairchild
(* 1950)

- Stan Rice (1942–2002), Dichter und Maler
- Ted Binion (1943–1998), Unternehmer und Glücksspieler
- Tom Jones (1943–2015), Rennfahrer
- Jim Mattox (1943–2008), Politiker
- Sharon Tate (1943–1969), Filmschauspielerin
- Jan Kregel (* 1944), Ökonom
- R. C. Bannon (* 1945), Country-Sänger, -Musiker und -Songwriter
- Harriet Miers (* 1945), Rechtsanwältin und Rechtsberaterin des US-Präsidenten George W. Bush
- Michael Martin Murphey (* 1945), Country-Sänger und Songwriter
- Steve Railsback (* 1945), Schauspieler
- Stephen Stills (* 1945), Rock-Musiker
- Charles Watson (* 1945), Mörder
- Elliott West (* 1945), Historiker
- Paul Alexander (1946–2024), Anwalt und Polio-Überlebender
- Nancy Taylor Rosenberg (1946–2017), Schriftstellerin
- Sarah Blaffer Hrdy (* 1946), Anthropologin, Verhaltensforscherin und Primatologin
- William Frederick Fisher (* 1946), Astronaut
- Don Sidle (1946–1987), Basketballspieler
- Robert Tilton (* 1946), Moderator, Autor, Unternehmer und Pastor einer Megachurch
- Chad Brown (Schiedsrichter) (1947–2016), Schiedsrichter im American Football
- Roky Erickson (1947–2019), Sänger und Gitarrist
- Michael Huffington (* 1947), Politiker
- Meat Loaf (1947–2022), Rocksänger und Schauspieler
- Duane Thomas (1947–2024), American-Football-Spieler
- John Ford Coley (* 1948), Sänger
- Larry Groce (* 1948), Singer-Songwriter und Radiomoderator
- William Hootkins (1948–2005), Schauspieler
- Jeff MacKay (1948–2008), Schauspieler
- Robert Pittenger (* 1948), Politiker
- Jerry Lynn Williams (1948–2005), Sänger und Komponist
- Doyle Bramhall (1949–2011), Bluesrock-Gitarrist, -Sänger und -Schlagzeuger
- Mike Estep (* 1949), Tennisspieler
- Dusty Hill (1949–2021), Bluesmusiker
- James Marshall (* 1949), Komponist
- T. Michael Moseley (* 1949), General der US Air Force
- J. B. Cheaney (* 1950), Jugendbuchautorin
- Morgan Fairchild (* 1950), Schauspielerin
- Harvey Martin (1950–2001), American-Football-Spieler
- Charlie Nearburg (* 1950), Unternehmer und Autorennfahrer
- Ron Woodroof (1950–1992), Unternehmer

#### 1951 bis 1960

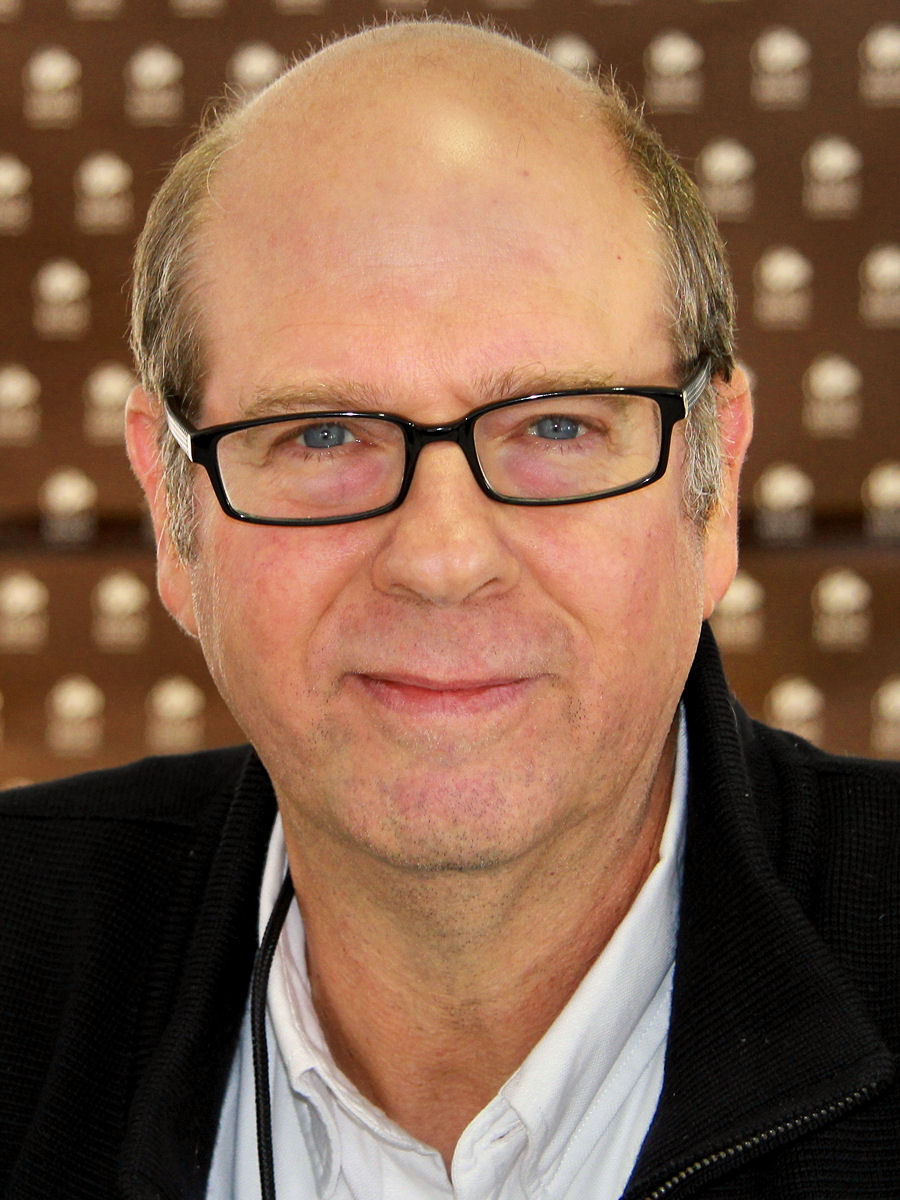
Stephen Tobolowsky
(* 1951)

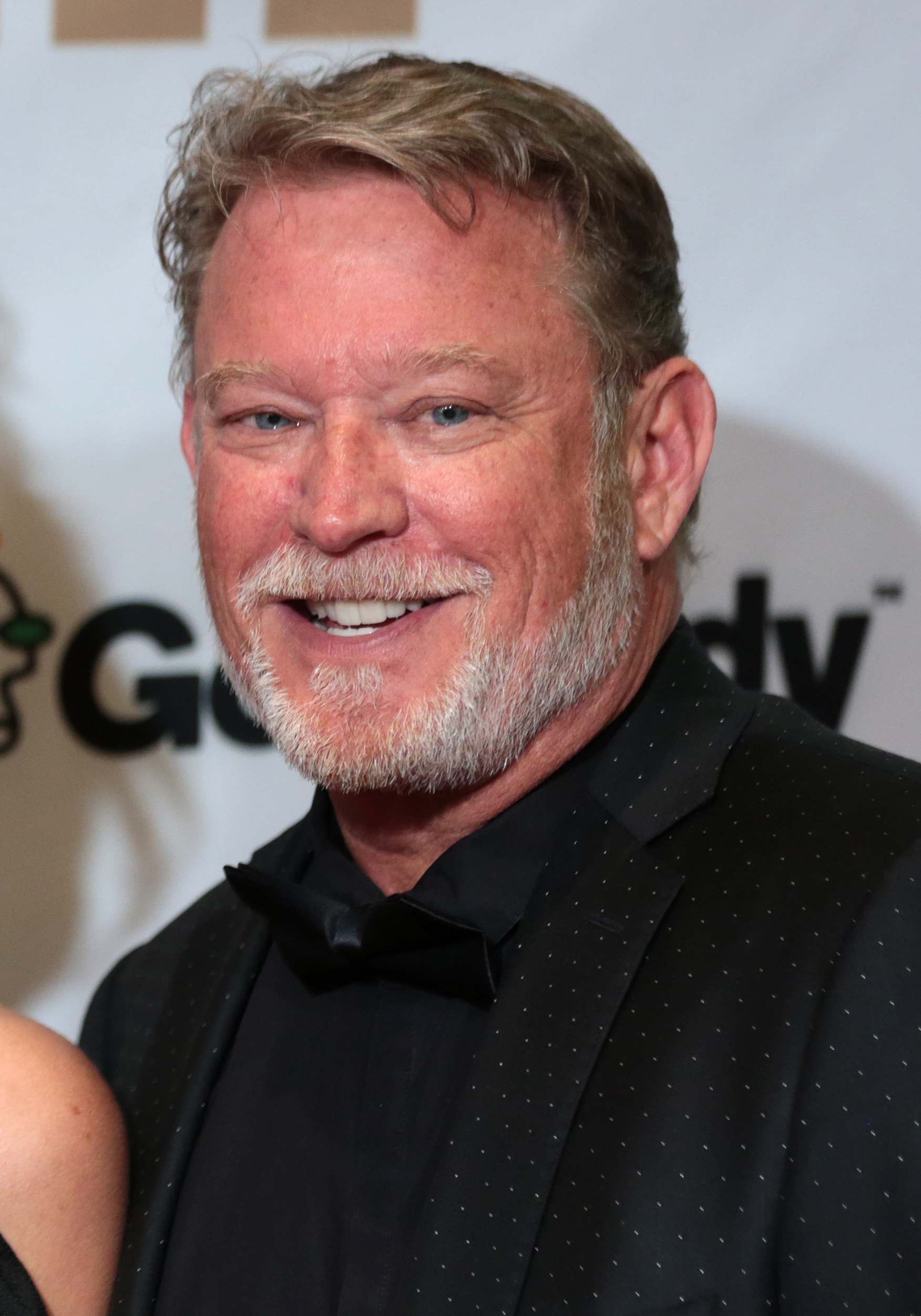
Christopher Rich
(* 1953)

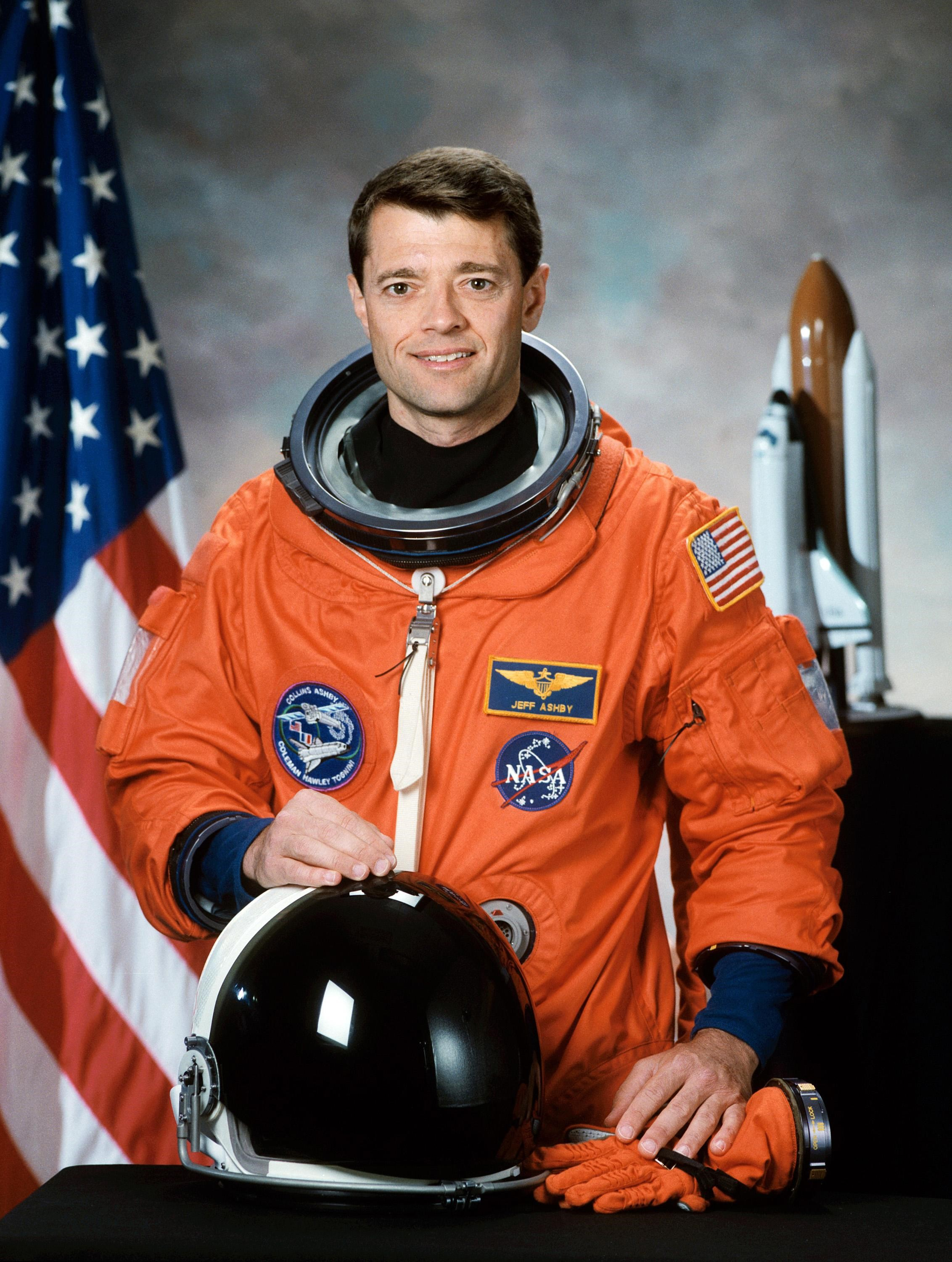
Jeffrey Shears Ashby
(* 1954)

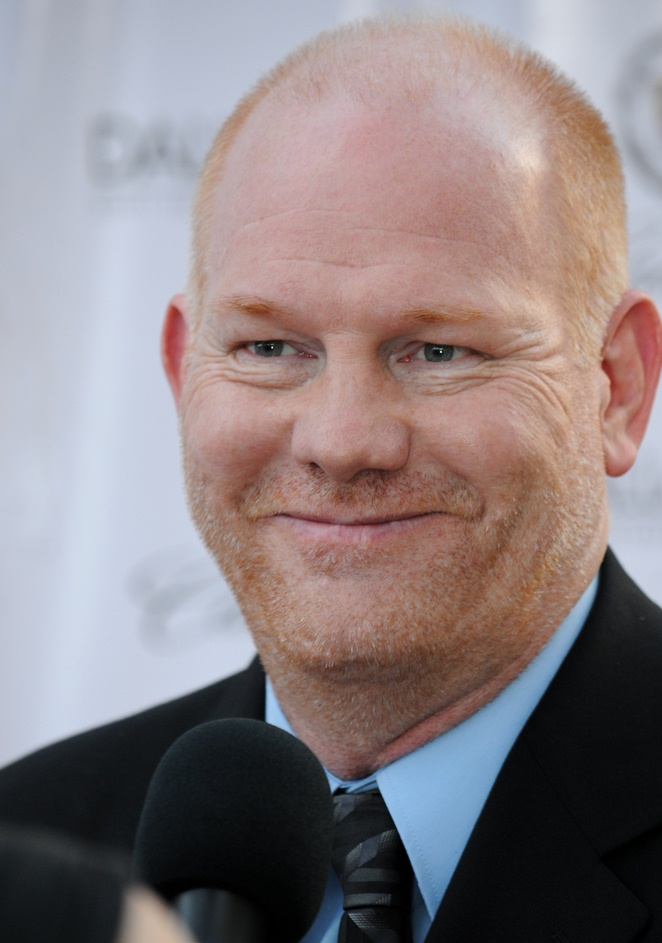
Glenn Morshower
(* 1959)

- George C. Baker (* 1951), Organist, Komponist, Musikpädagoge und Dermatologe
- Nic Nicosia (* 1951), Fotograf und Videokünstler
- Stephen Tobolowsky (* 1951), Schauspieler, Regisseur und Drehbuchautor
- Jimmie Vaughan (* 1951), Bluesrock-Gitarrist und -Sänger
- Victor Willis (* 1951), Sänger, Songwriter und Schauspieler
- Dexter Bussey (* 1952), American-Football-Spieler
- Michael Gerard Duca (* 1952), römisch-katholischer Geistlicher, Bischof von Baton Rouge
- Darrell Nulisch (* 1952), Bluessänger und Mundharmonikaspieler
- Alex Coke (* 1953), Jazzmusiker
- Doug English (* 1953), American-Football-Spieler
- Dean Ornish (* 1953), Mediziner
- Christopher Rich (* 1953), Schauspieler
- Jeffrey Shears Ashby (* 1954), Astronaut
- Tim Choate (1954–2004), Schauspieler
- Price Cobb (* 1954), Autorennfahrer
- Robert Milner Coerver (* 1954), römisch-katholischer Geistlicher, Bischof von Lubbock
- Allen Emerson (1954–2024), Informatiker und Turing-Preisträger
- Peter MacNicol (* 1954), Schauspieler und Regisseur
- Nancy Moran (* 1954), Evolutionsbiologin, Mikrobiologin, Insektenphysiologin und Bienenforscherin
- Wayne Peet (* 1954), Musiker, Arrangeur, Komponist und Musikproduzent
- Stevie Ray Vaughan (1954–1990), Blues- und Bluesrock-Musiker
- Kyle Gann (* 1955), Komponist, Musikkritiker und Musikpädagoge
- Robby Benson (* 1956), Schauspieler, Regisseur und Sänger
- Chris Ellis (* 1956), Filmschauspieler
- Bill Scanlon (1956–2021), ehemaliger Tennisprofi
- Peter Ostrum (* 1957), Schauspieler
- Greg Ryan (* 1957), Cheftrainer der US-amerikanischen Fußballnationalmannschaft der Frauen
- Eduard Dubbers-Albrecht (* 1958), deutscher Unternehmer
- Donald Fullilove (* 1958), Schauspieler und Synchronsprecher
- Rebecca Holden (* 1958), Filmschauspielerin, Fernsehproduzentin, Sängerin und Fotomodell
- Louise Ritter (* 1958), Hochspringerin
- Greg Travis (* 1958), Schauspieler, Drehbuchautor und Comedian
- Michael Weiss (* 1958), Jazzpianist, Arrangeur, Komponist und Musikpädagoge
- Victoria Clark (* 1959), Schauspielerin
- Mike Morgan (* 1959), Musiker
- Glenn Morshower (* 1959), Schauspieler
- Larry Poindexter (* 1959), Schauspieler und Sänger
- Anne Smith (* 1959), Tennisspielerin
- Todd Black (* 1960), Filmproduzent
- Michael Carter (* 1960), Leichtathlet und Footballspieler
- Tammy Lynne Hall (* ≈1960), Jazzmusikerin
- Regina Taylor (* 1960), Schauspielerin

#### 1961 bis 1970

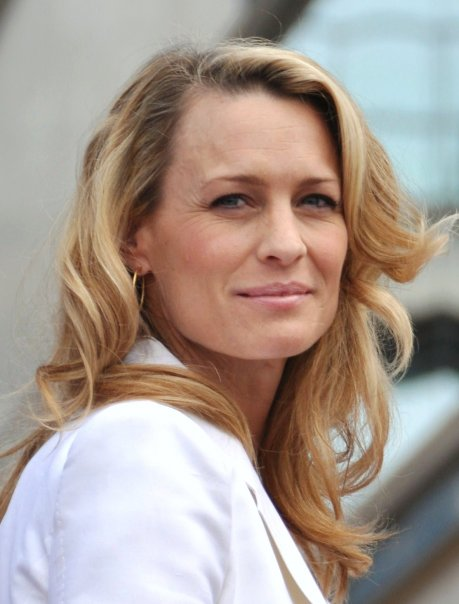
Robin Wright
(* 1966)

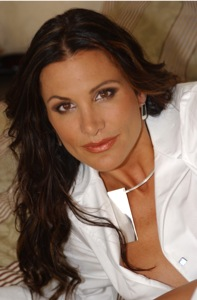
Sydnee Steele
(* 1968)

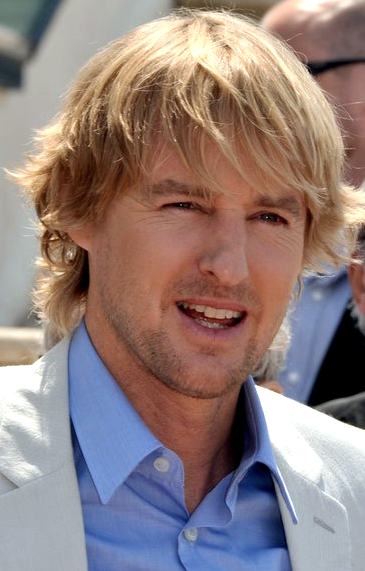
Owen Wilson
(* 1968)

- Angela Braly (* 1961), Präsidentin und Geschäftsführerin von WellPoint
- Jim Nolet (* 1961), Violinist und Bratschist des Creative Jazz
- Lar Park-Lincoln (1961–2025), Schauspielerin
- Debi Sue Voorhees (* 1961), Schauspielerin, Filmproduzentin und Regisseurin
- Lee Daniel (* 1962), Kameramann
- Jeff Dunham (* 1962), Bauchredner
- Geoff Gaberino (* 1962), Schwimmer
- Jennie Livingston (* 1962), Regisseurin
- Michael McCaul (* 1962), Politiker
- Scott Noble (* 1962), Unternehmer und Autorennfahrer
- Michelle Shocked (* 1962), Folk-Sängerin und Songwriterin
- Doug Wright (* 1962), Dramatiker, Drehbuchautor und Librettist
- Jeff Abbott (* 1963), Schriftsteller
- Steve Bridges (1963–2012), Komiker, Imitator, Parodist und Schauspieler
- Quincy Taylor (* 1963), Profiboxer
- Spud Webb (* 1963), Basketballspieler
- Scott Westerfeld (* 1963), Science-Fiction-Schriftsteller
- Melinda Gates (* 1964), Ehefrau von Bill Gates
- Greg Lopez (* 1964), Politiker
- Vinnie Paul (1964–2018), Schlagzeuger
- Evan Stone (* 1964), Pornodarsteller
- Stacey Travis (* 1964), Schauspielerin
- Scott Verplank (* 1964), Profigolfer
- Andrew Wilson (* 1964), Schauspieler, Produzent und Regisseur
- Paul Wylie (* 1964), Eiskunstläufer
- Ronald M. Bozman (* vor 1965), Filmproduzent
- Leena Conquest (* ≈1965), Jazzsängerin
- Dana Eskelson (* 1965), Schauspielerin
- Terry Fator (* 1965), Bauchredner
- William McNamara (* 1965), Schauspieler
- Edie Brickell (* 1966), Sängerin und Songwriterin
- Tim Brown (* 1966), American-Football-Spieler
- Dimebag Darrell (1966–2004), Gitarrist
- Robyn Miller (* 1966), Spieleentwickler, Mitbegründer der Computerspielefirma Cyan Worlds
- Todd Terry (* 1966), Schauspieler und Produzent
- Victor Vescovo (* 1966), Investor, Entdecker und Marineoffizier
- Robin Wright (* 1966), Schauspielerin
- Gene Hoglan (* 1967), Schlagzeuger
- Michael Johnson (* 1967), Leichtathlet
- Tracey Needham (* 1967), Schauspielerin
- Peter Ozsváth (* 1967), Mathematiker
- Christopher Theofanidis (* 1967), Komponist
- Vanilla Ice (* 1967), Rapper
- James Lankford (* 1968), Politiker
- Sydnee Steele (* 1968), Pornodarstellerin
- Matt Stover (* 1968), Footballspielerin
- Owen Wilson (* 1968), Schauspieler und Drehbuchautor
- David Hanson (* 1969), Robotik-Wissenschaftler und -Designer
- Larry Johnson (* 1969), Basketballspieler
- N’Dambi (* 1969), Neo-Soul- und Contemporary-R&B-Sängerin
- James Logan (* 1970), Schauspieler und Stuntman
- Robert Williamson III (* 1970), Pokerspieler

#### 1971 bis 1980
- Erykah Badu (* 1971), Sängerin
- John Falb (* 1971), Autorennfahrer
- Keith Loftis (* 1971), Jazzmusiker
- Luke Wilson (* 1971), Schauspieler

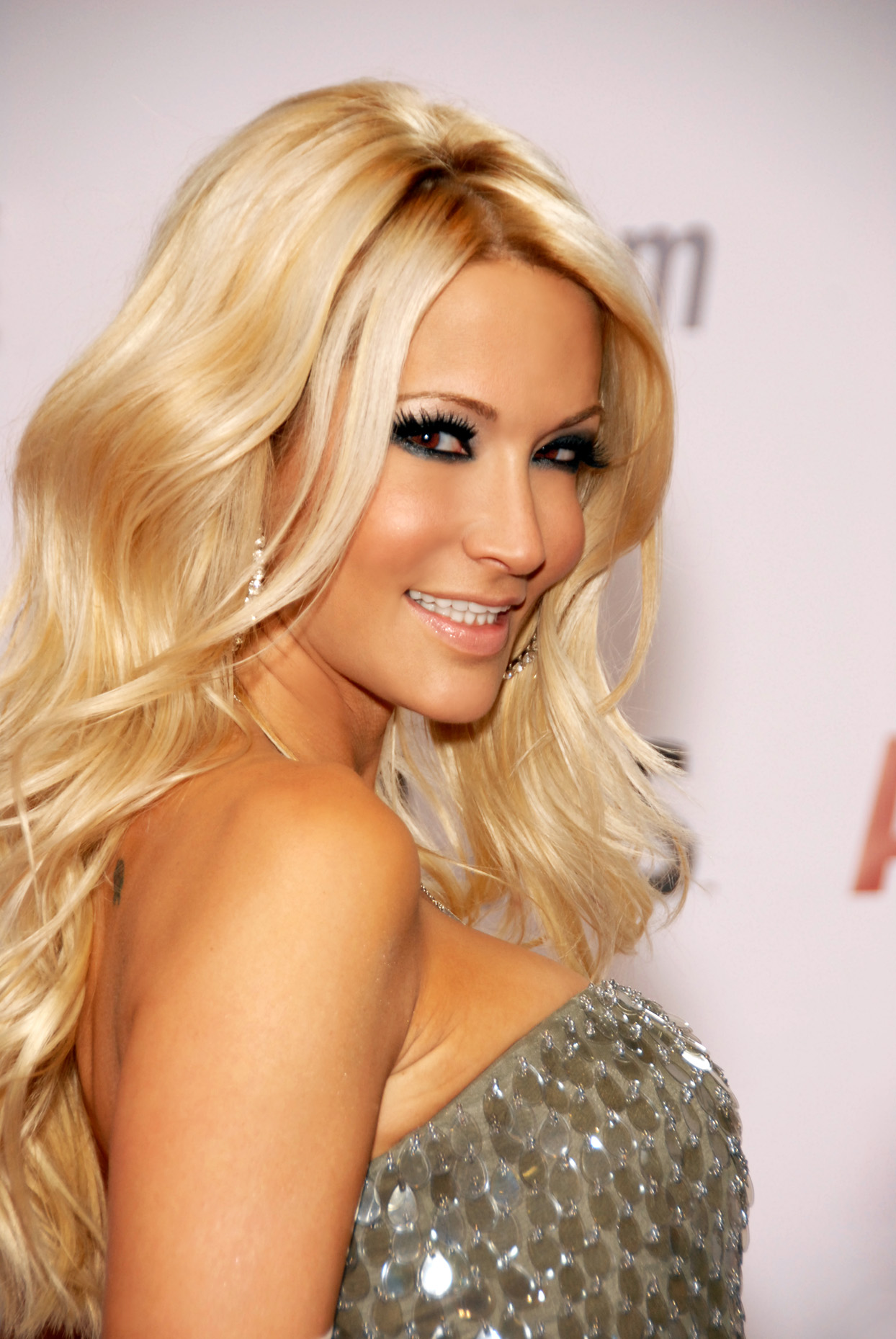
Jessica Drake
(* 1974)

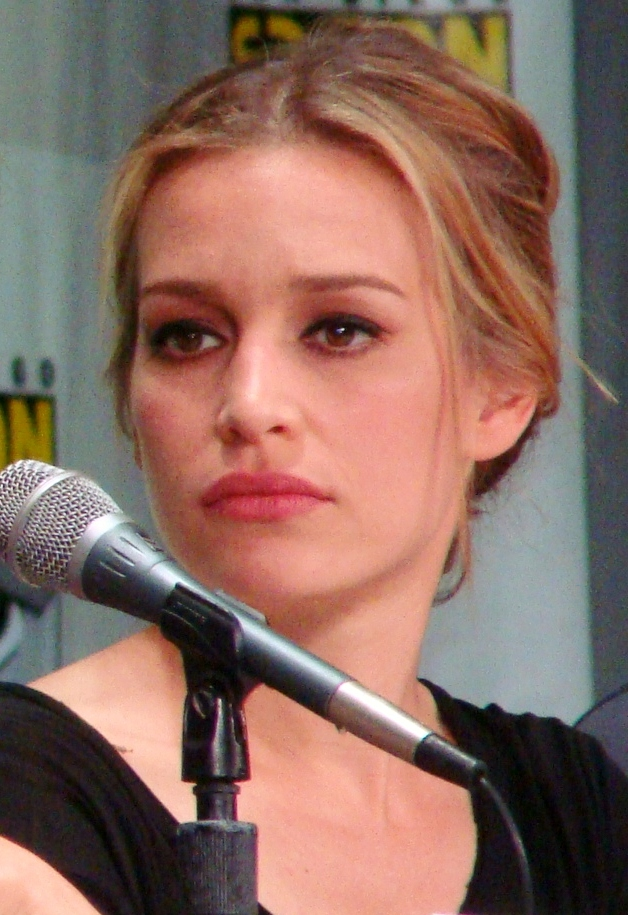
Piper Perabo
(* 1976)

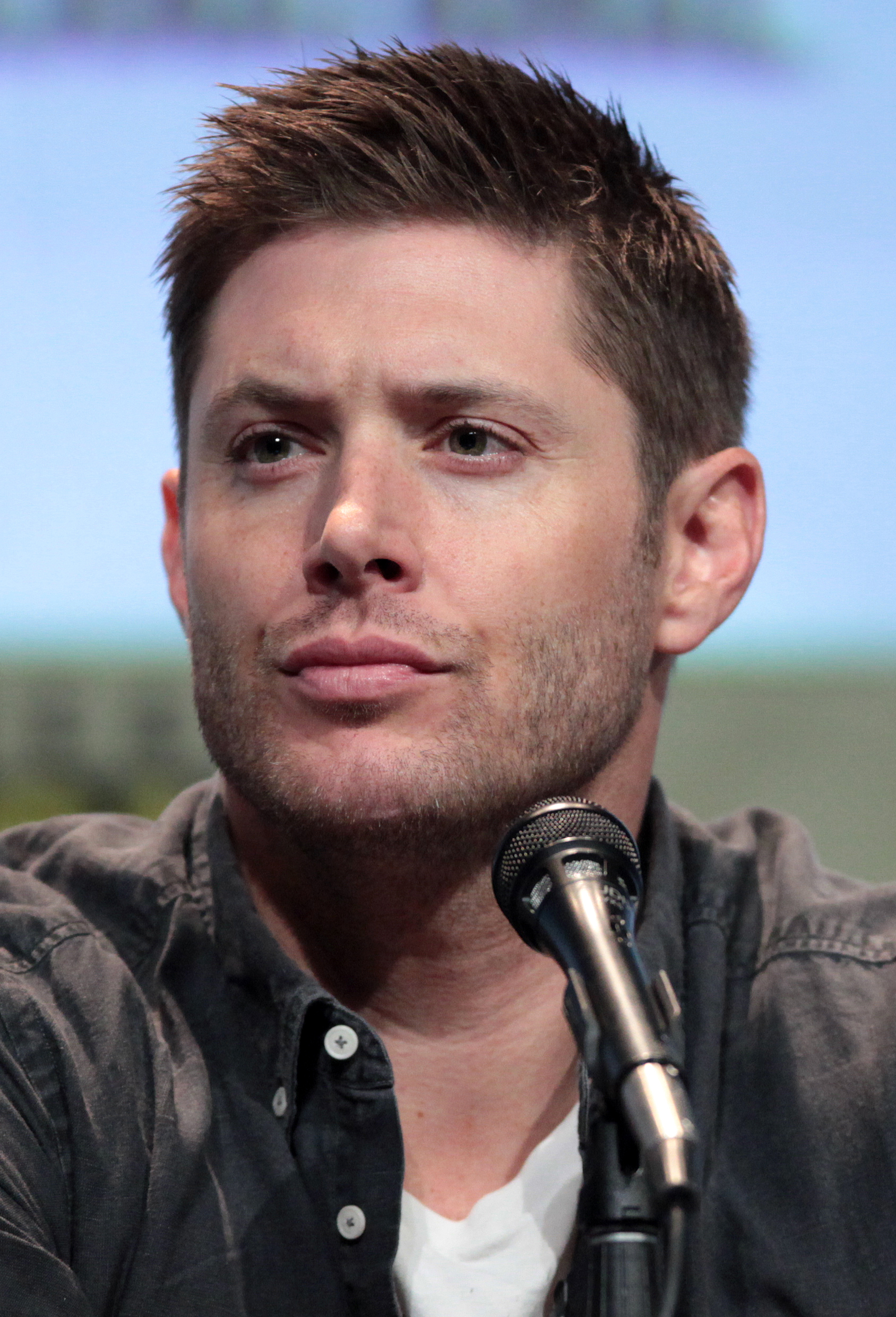
Jensen Ackles
(* 1978)

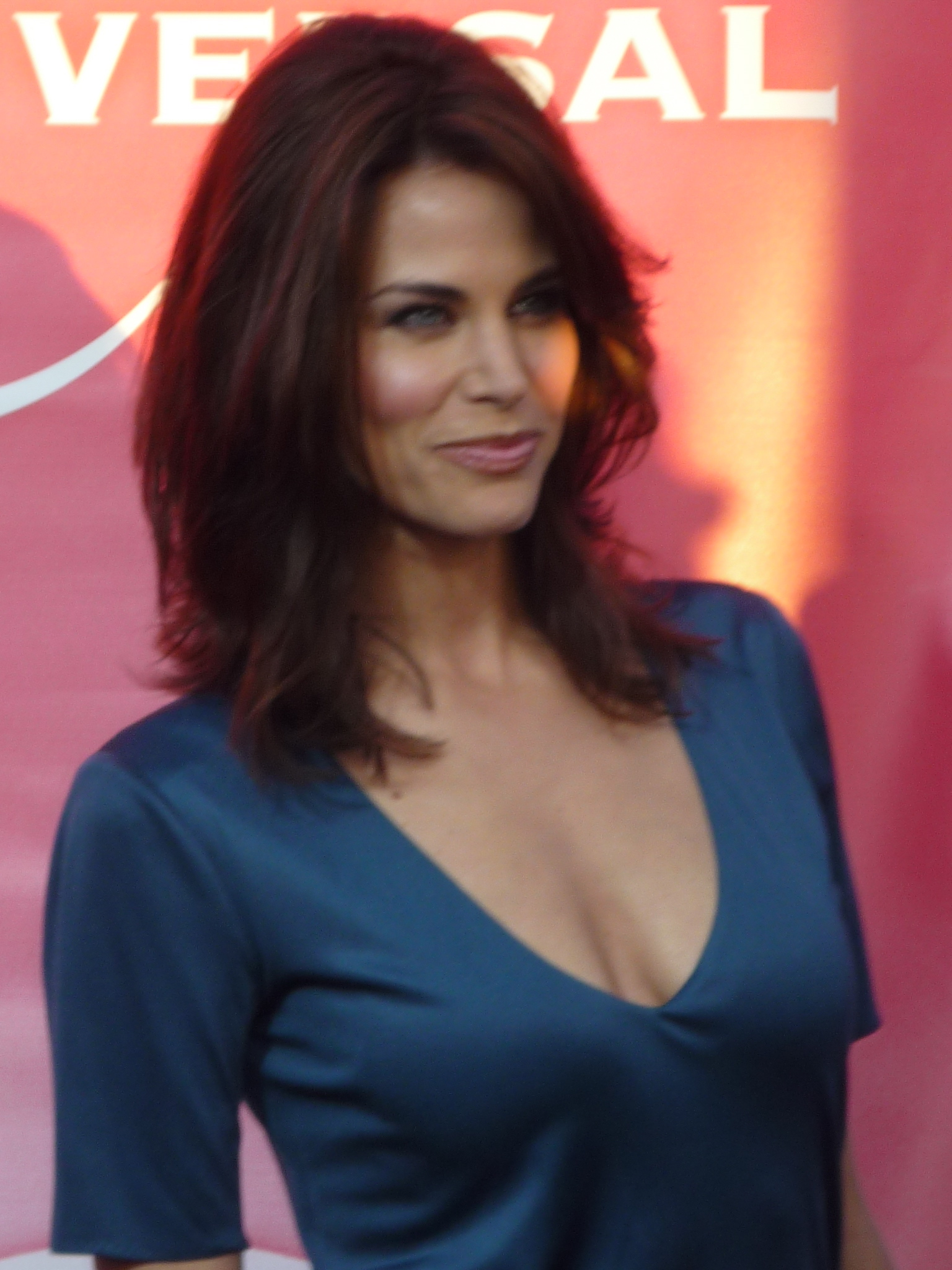
Brooke Burns
(* 1978)

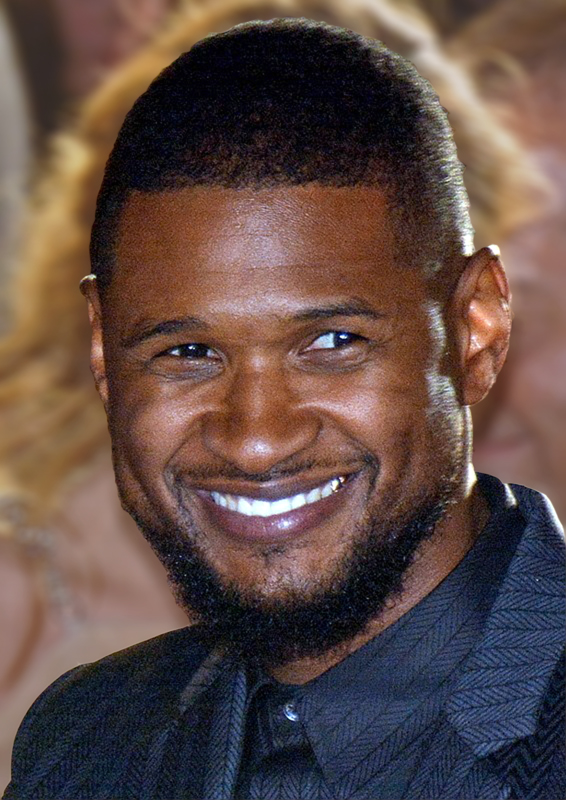
Usher
(* 1978)

- Christian Kane (* 1972), Countrysänger, Songwriter und Schauspieler
- Angie Harmon (* 1972), Schauspielerin
- Grant Hill (* 1972), Basketballspieler
- Justin Leonard (* 1972), Profigolfer
- American McGee (* 1972), Designer von Spielen und Filmen
- Kevin Ollie (* 1972), Basketballtrainer und -spieler
- Van Taylor (* 1972), Politiker (Republikanische Partei)
- Kurt Thomas (* 1972), Basketballspieler
- Dave Williams (1972–2002), Rocksänger
- Lorri Bagley (* 1973), Schauspielerin und Model
- John Baldwin (* 1973), Eiskunstläufer
- Arlo Eisenberg (* 1973), Inline-Skater und Unternehmer
- Kevin Ellis (* 1973), Skeletonpilot
- Trevor Lissauer (* 1973), Schauspieler und Musiker
- Chandra North (* 1973), Model
- Greg Ostertag (* 1973), Basketballspieler
- Greg Vaughan (* 1973), Schauspieler und Model
- C. J. Daugherty (* 1974), Autorin
- Jessica Drake (* 1974), Pornodarstellerin
- Jay R. Ferguson (* 1974), Schauspieler
- Alex Jones (* 1974), Radiomoderator, Unternehmer und Verschwörungstheoretiker
- Megan Kleine (* 1974), Schwimmerin
- Stephanie March (* 1974), Schauspielerin
- Eric Johnson (* 1975), Politiker
- Jill Marie Jones (* 1975), Schauspielerin
- Allen Rossum (* 1975), Footballspieler
- Amy Acker (* 1976), Schauspielerin
- Troy Baker (* 1976), Synchronsprecher und Musiker
- Tony Battie (* 1976), Basketballspieler
- Tevin Campbell (* 1976), R’n’B-Sänger und Songwriter
- Lacey Conner (* 1976), Sängerin und Songwriterin im Metal-Genre
- Dan Hunt (* 1976), Fußballfunktionär und Unternehmer
- Piper Perabo (* 1976), Schauspielerin
- Christopher Pettiet (1976–2000), Filmschauspieler und Sportler
- Khadevis Robinson (* 1976), Mittelstreckenläufer
- Tyrone Ellis (* 1977), Basketballspieler
- Marcus Goree (* 1977), Basketballspieler
- Salim Grant (* 1977), Schauspieler und Musiker
- Joe Hahn (* 1977), Musiker
- Scoot McNairy (* 1977), Schauspieler und Filmproduzent
- Faris McReynolds (* 1977), Maler und Musiker
- Darvis Patton (* 1977), Leichtathlet
- Jensen Ackles (* 1978), Schauspieler
- Brooke Burns (* 1978), Schauspielerin
- Katie Gold (* 1978), Pornodarstellerin
- Jo Guldi (* 1978), Historikerin und Associate Professor der Geschichte
- Shaun Martin (1978–2024), Gospel- und Fusionmusiker
- Jake Pavelka (* 1978), Pilot
- Stark Sands (* 1978), Film- und Theaterschauspieler
- Usher (* 1978), R&B-Sänger und Schauspieler
- Christine Lakin (* 1979), Schauspielerin
- Matt Pinnell (* 1979), Politiker
- Granger Smith (* 1979), Countrysänger
- Tiffany Limos (* 1980), Filmschauspielerin und Fotomodell
- Lane Garrison (* 1980), Schauspieler
- William Jackson Harper (* 1980), Schauspieler
- Ryan Hunter-Reay (* 1980), Automobilrennfahrer
- Michael Urie (* 1980), Schauspieler

#### 1981 bis 1990

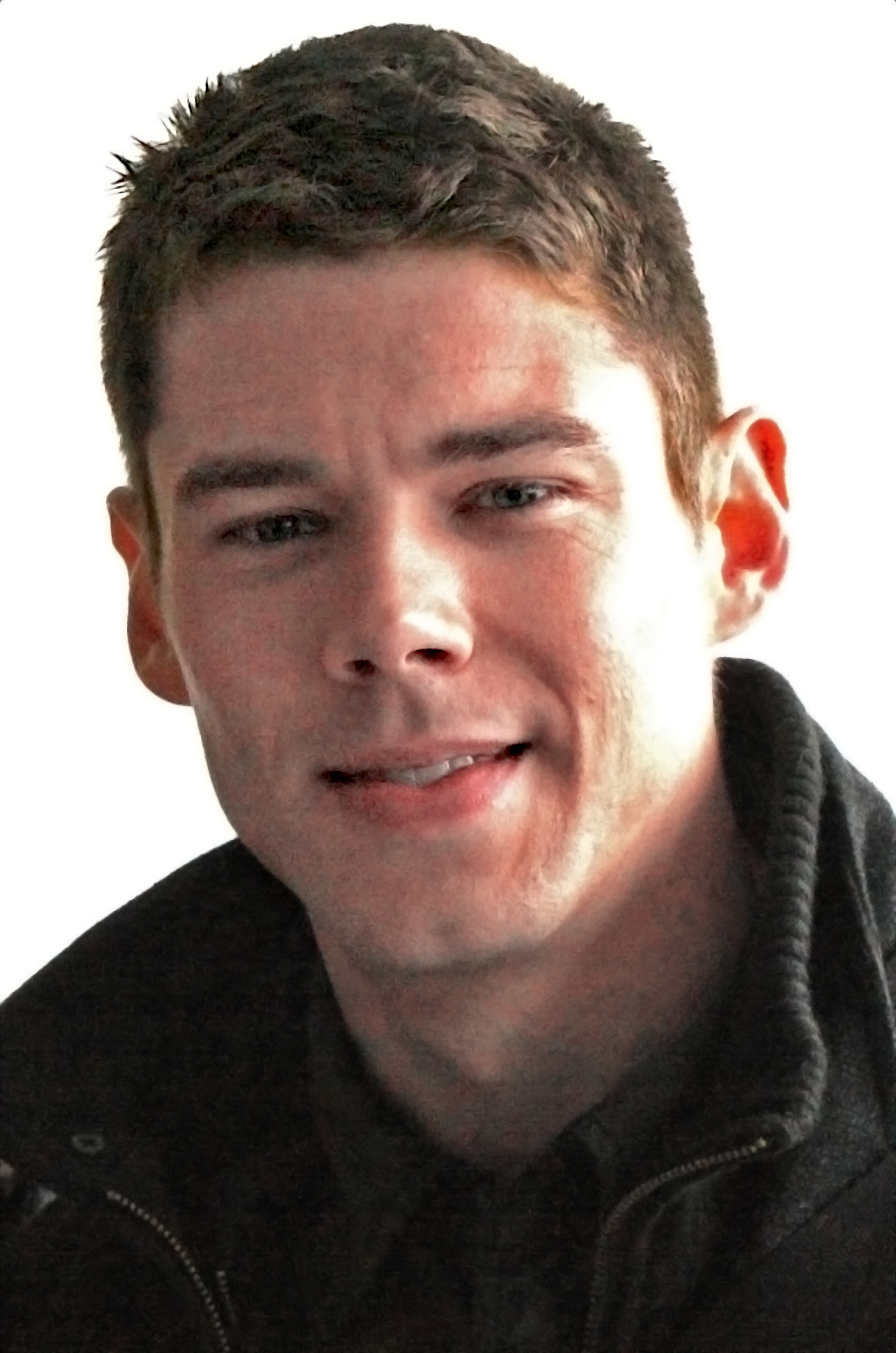
Brian J. Smith
(* 1981)

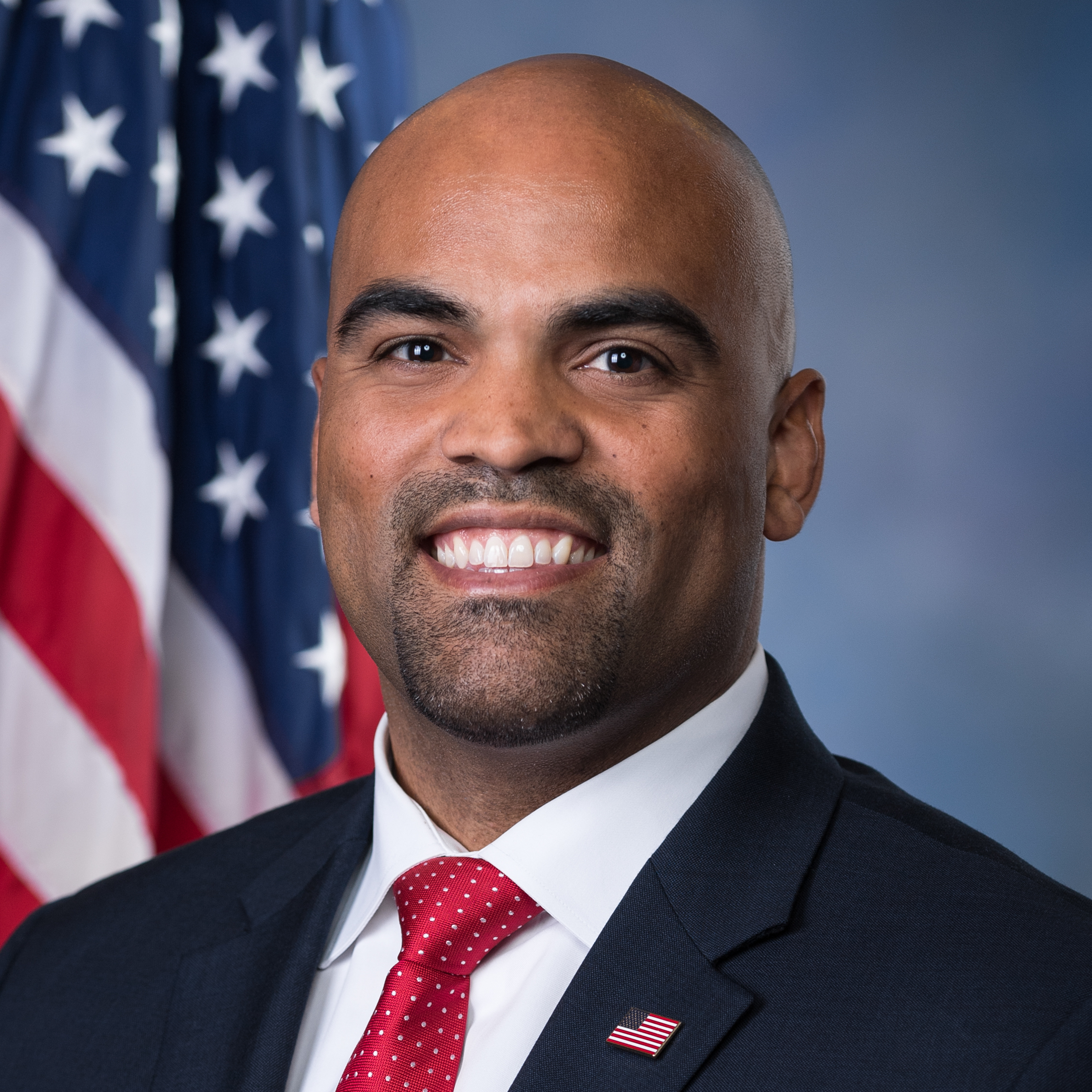
Colin Allred
(* 1983)

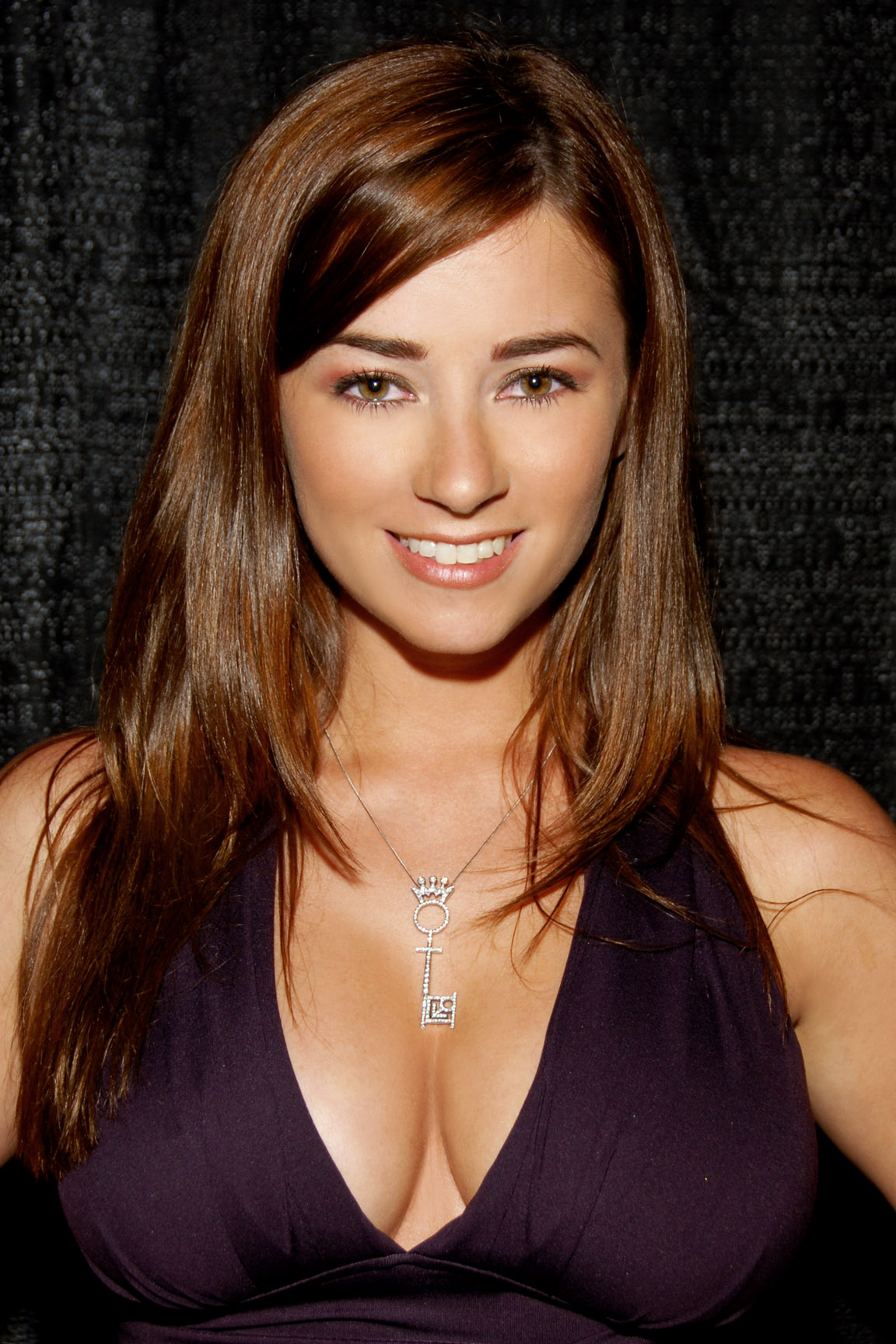
Taylor Vixen
(* 1983)

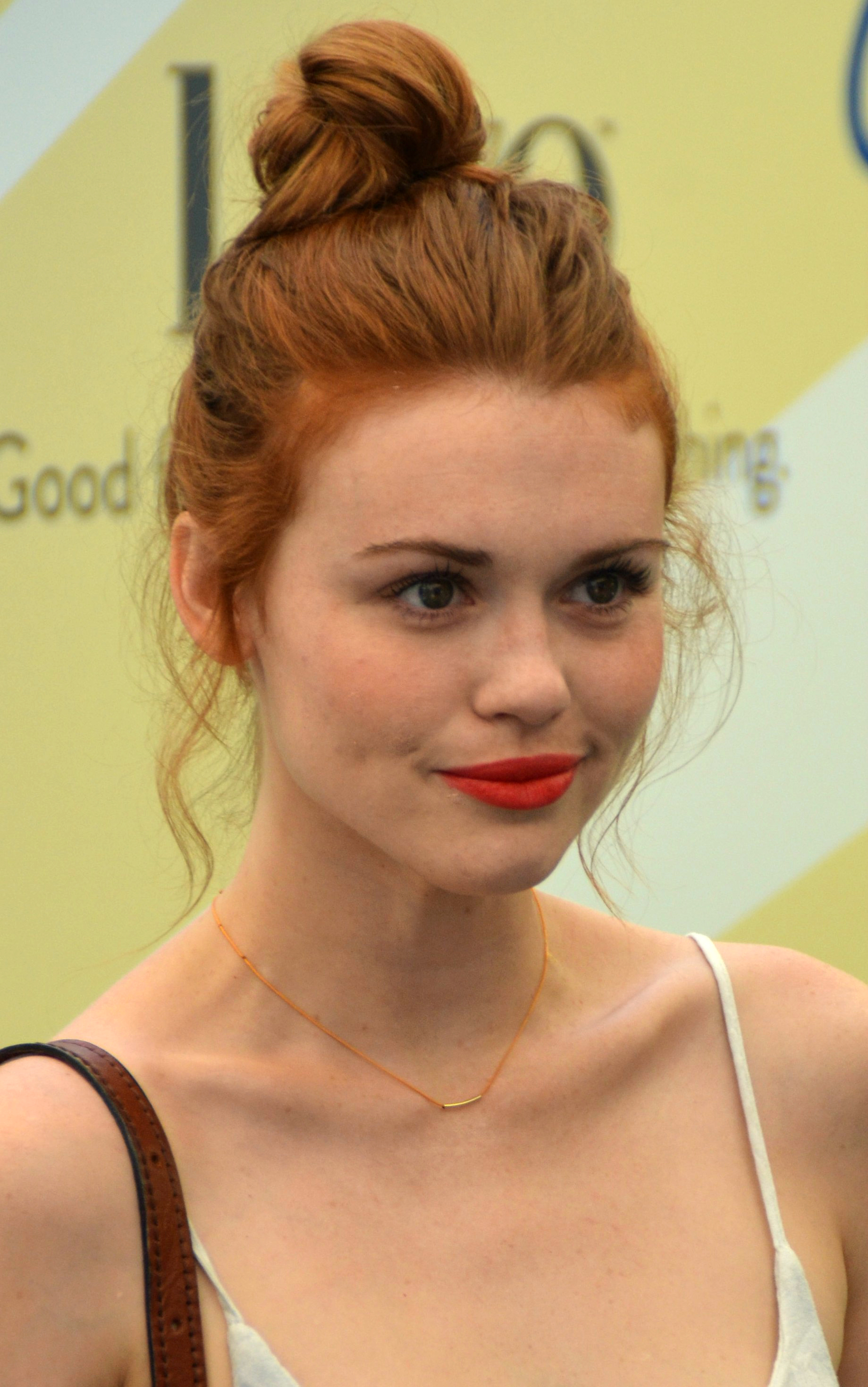
Holland Roden
(* 1986)

##### 1981
- Barrett Brown (* 1981), Journalist und Unterstützer des Anonymous-Kollektivs
- Jenna Bush (* 1981), Tochter des US-Präsidenten George W. Bush
- Josh Henderson (* 1981), Schauspieler und Sänger
- Jerrika Hinton (* 1981), Schauspielerin
- Lauren Kate (* 1981), Autorin
- Tucker Murphy (* 1981), bermudischer Skilangläufer
- Brian J. Smith (* 1981), Schauspieler
- Paul Wasicka (* 1981), Pokerspieler

##### 1982
- Jared Allen (* 1982), Footballspieler
- Gina Carano (* 1982), Schauspielerin und Mixed-Martial-Arts-Kämpferin
- Patrick Lindsey (* 1982), Autorennfahrer und Unternehmer
- Ryan Moats (* 1982), Footballspieler
- Ashley Robinson (* 1982), Basketballspielerin
- Mark Salling (1982–2018), Schauspieler und Sänger

##### 1983
- Colin Allred (* 1983), Politiker (Demokratische Partei) und American-Football-Spieler
- Dillon Casey (* 1983), US-amerikanisch-kanadischer Schauspieler
- Shanna Collins (* 1983), Schauspielerin
- Miles Fisher (* 1983), Schauspieler, Musiker und Unternehmer
- Taylor Vixen (* 1983), Pornodarstellerin und Model

##### 1984
- Matt Barr (* 1984), Schauspieler
- Chris Bosh (* 1984), Basketballspieler
- Tim Jo (* 1984), Schauspieler und Musiker
- Sara Lowe (* 1984), Synchronschwimmerin
- Marshevet Myers (geb. Hooker; * 1984), Sprinterin

##### 1985
- LaMarcus Aldridge (* 1985), Basketballspieler
- Tal Avneri (* 1985), Eishockeyspieler
- Tara Conner (* 1985), Schönheitskönigin

##### 1986
- Joshua Carter (* 1986), Basketballspieler
- Dorrough (* 1986), Rapper
- Lacey Von Erich (* 1986), Wrestlerin
- Sam Harris (* 1986), Jazzpianist
- Jake McDorman (* 1986), Schauspieler
- Brice McCain (* 1986), American-Football-Spieler
- Blake Riley (* 1986), Pornodarsteller
- Holland Roden (* 1986), Schauspielerin
- Florian Temengil (* 1986), palauischer Ringer
- Josh Wise (* 1986), Schauspieler

##### 1987
- Brandon Brooks (* 1987), Basketballspieler
- Michael Crabtree (* 1987), American-Football-Spieler
- Terrel Harris (* 1987), Basketballspieler
- Anna Konkle (* 1987), Schauspielerin
- C. J. Miles (* 1987), Basketballspieler
- Caitlin Rose (* 1987), Country-Musikerin
- Rheagan Wallace (* 1987), Schauspielerin

##### 1988
- Darrell Arthur (* 1988), Basketballspieler
- Omar González (* 1988), Fußballspieler
- Clayton Kershaw (* 1988), Baseballspieler
- Cherami Leigh (* 1988), Schauspielerin und Synchronsprecherin
- Ember Moon (* 1988), Wrestlerin
- Mike Morgan (* 1988), American-Football-Spieler
- Jesse Plemons (* 1988), Schauspieler
- Christian Ponder (* 1988), American-Football-Spieler
- Lauren Wilmoth (* 1988), Fußballspielerin

##### 1989
- Nicholas Boulle (* 1989), Unternehmer und Autorennfahrer
- Claire Donahue (* 1989), Schwimmerin
- Adrien de Leener (* 1989), belgischer Autorennfahrer
- Maurice Hooker (* 1989), Boxer
- Jonathan Majors (* 1989), Filmschauspieler
- Von Miller (* 1989), American-Football-Spieler

##### 1990
- Emmanuel Acho (* 1990), American-Football-Spieler
- Jazmyne Avant (* 1990), Fußballspielerin
- Timothy LeDuc (* 1990), Eiskunstläufer
- Makenzie Leigh (* 1990), Schauspielerin
- Kiko Mizuhara (* 1990), japanische Schauspielerin, Model und Designerin
- Sam Schweikert (* 1990), Schauspieler, Filmproduzent, Filmeditor und Kameramann
- Errol Spence (* 1990), Boxer

#### 1991 bis 2000

##### 1991
- Drew Binsky (* 1991), Vlogger
- Jazzmeia Horn (* 1991), Jazzsängerin
- Sarah Jackson (* 1991), Fußballspielerin

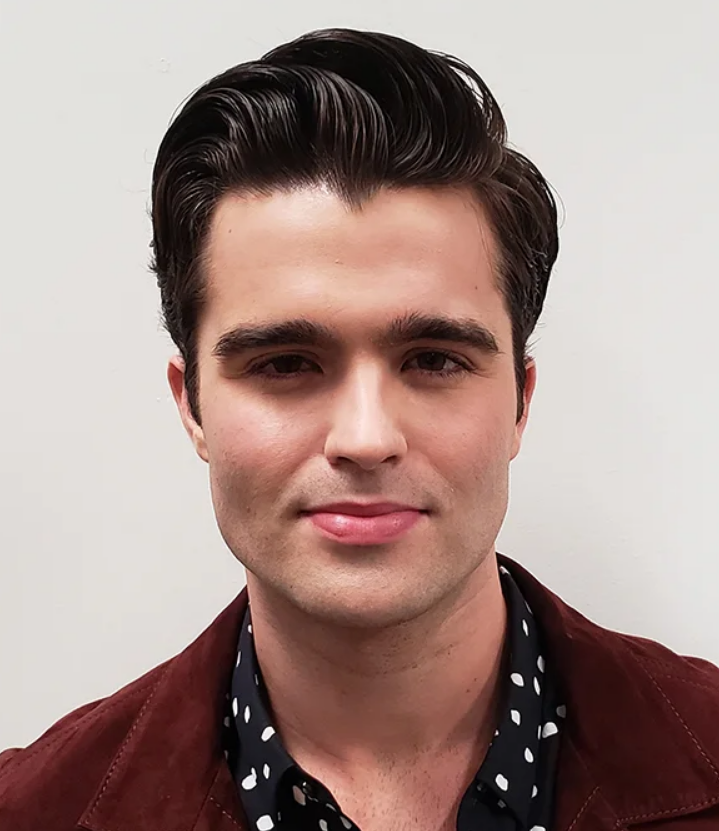
Spencer Boldman
(* 1992)

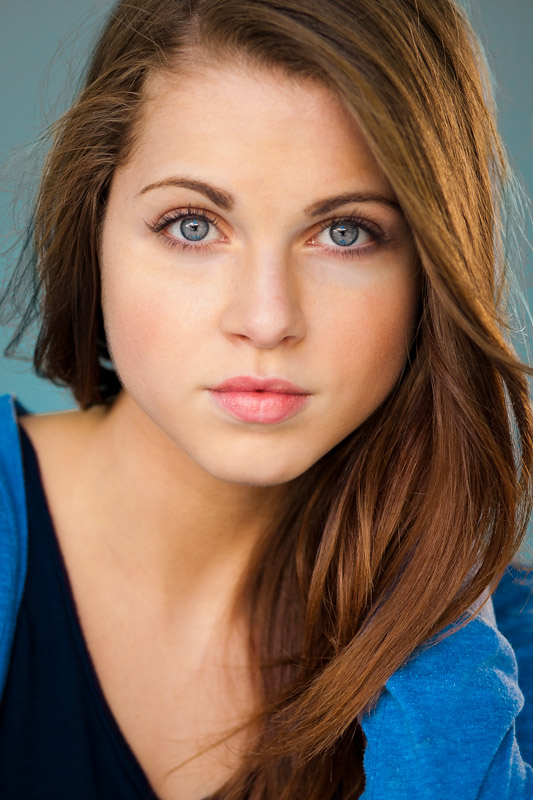
Anne Winters
(* 1994)

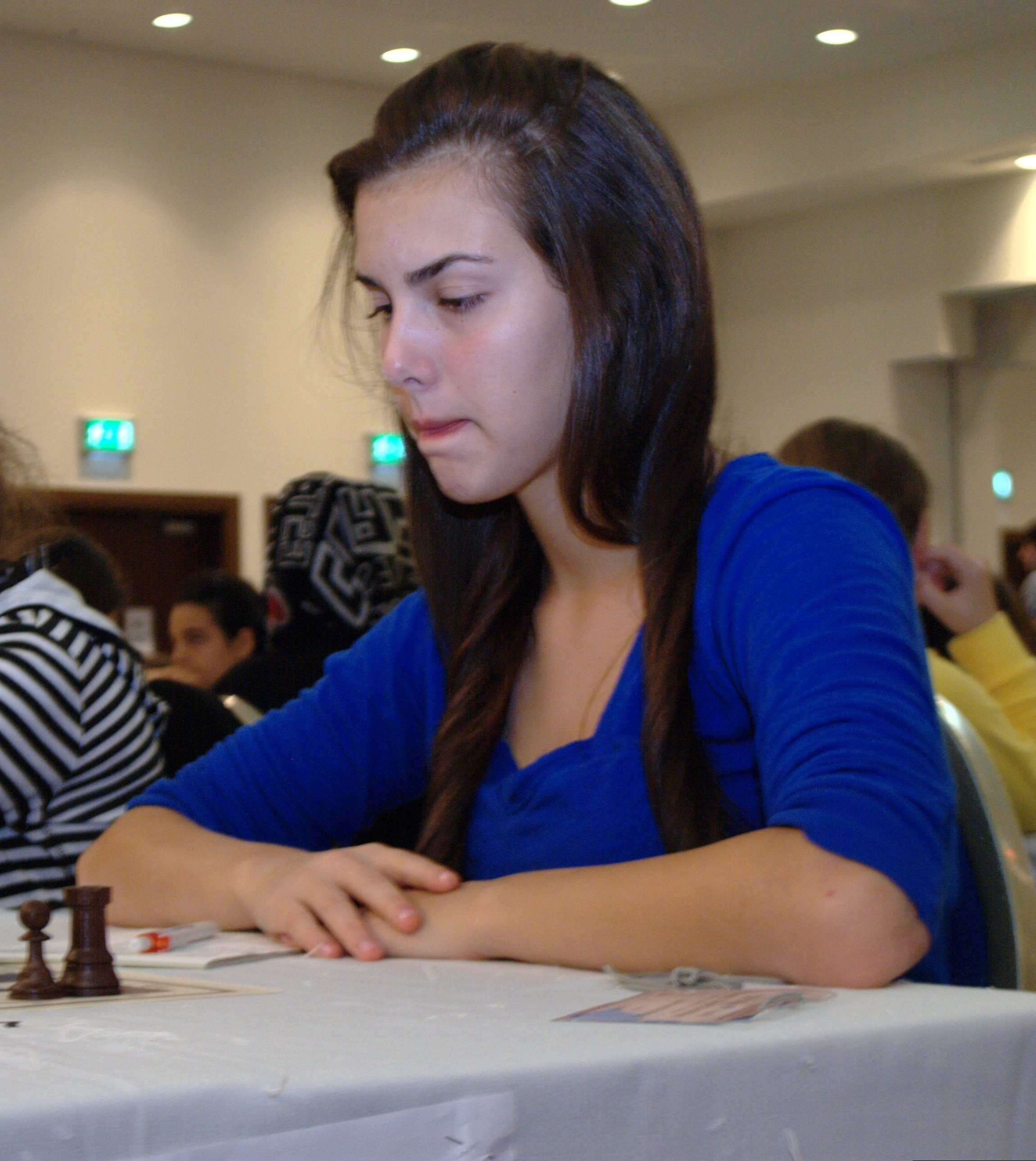
Alexandra Botez
(* 1995)

- Alex Okafor (* 1991), American-Football-Spieler
- Cory Remekun (* 1991), Basketballspieler
- Vanessa Collier (* 1991), Blues- und Funkmusikerin

##### 1992
- Spencer Boldman (* 1992), Schauspieler
- Dax Flame, geboren als Madison Theodore Patrello (* 1992), Schauspieler, Autor und YouTuber
- Moises Hernandez (* 1992), guatemaltekisch-US-amerikanischer Fußballspieler
- Paige Hurd (* 1992), Schauspielerin
- Nick Jonas (* 1992), Schauspieler und Sänger

##### 1993
- Ariana Marie (* 1993), Pornodarstellerin
- Danny Garcia (* 1993), Fußballspieler
- Ty Montgomery (* 1993), American-Football-Spieler
- Nick Price (* 1993), Schauspieler
- Neli Sabour (* 1993), Schauspielerin
- Katie Sarife (* 1993), Schauspielerin
- Jordan Spieth (* 1993), Profigolfer
- Jacob VanCompernolle (* 1993), Fußballspieler
- Chrishuna Williams (* 1993), Mittelstreckenläuferin

##### 1994
- Marcell Ateman (* 1994), American-Football-Spieler
- Aldrich Bailey (* 1994), Sprinter
- Chandler Hull (* 1994), Autorennfahrer
- Moriah Jefferson (* 1994), Basketballspielerin
- Brigette Lundy-Paine (* 1994), Schauspieler
- Alexandra Malloy (* 1994), Volleyballspielerin
- Ashley Mariani (* 1994), Volleyballspielerin
- Courtney Okolo (* 1994), Leichtathletin
- Julius Randle (* 1994), Basketballspieler
- Randy Shelly (* 1994), Schauspieler und Model
- Jaz Sinclair (* 1994), Schauspielerin
- Anne Winters (* 1994), Schauspielerin

##### 1995
- Alexandra Botez (* 1995), amerikanisch-kanadische Schachspielerin rumänischer Herkunft
- Max Gerl (* 1995), Jazzmusiker
- Zay Jones (* 1995), American-Football-Spieler

##### 1996
- Ariel Atkins (* 1996), Basketballspielerin
- Gabrielle Elyse (* 1996), Tänzerin, Sängerin und Schauspielerin
- Paige McGarvin (* 1996), Schauspielerin
- Emerson Hyndman (* 1996), Fußballspieler
- Jill Kassidy (* 1996), Pornodarstellerin
- Joel Soñora (* 1996), argentinisch-amerikanischer Fußballspieler
- McKaley Miller (* 1996), Schauspielerin
- Noah Ringer (* 1996), Schauspieler
- Scottie Scheffler (* 1996), Golfspieler

##### 1997
- Jordyn Brooks (* 1997), American-Football-Spieler
- Madelyn Cole (* 1997), Volleyballspielerin
- Cameron Hunt (* 1997), Basketballspieler
- Madison Kocian (* 1997), Kunstturnerin
- Uriah Shelton (* 1997), Schauspieler und Sänger

##### 1998
- Froy Gutierrez (* 1998), Schauspieler
- Maggie Lindemann (* 1998), Singer-Songwriterin

##### 1999
- Abigail Hargrove (* 1999), Schauspielerin

##### 2000
- Jaren Lewison (* 2000), Filmschauspieler
- Tyrese Maxey (* 2000), Basketballspieler
- Sha’Carri Richardson (* 2000), Sprinterin

### 21. Jahrhundert
- Rosey Effiong (* 2001), Sprinterin
- Madison De La Garza (* 2001), Schauspielerin
- Emma Fuhrmann (* 2001), Schauspielerin und Model
- R. J. Hampton (* 2001), Basketballspieler
- Austen Smith (* 2001), Sportschützin
- Lizzy Greene (* 2003), Schauspielerin
- Gayle  (* 2004), Sängerin
- Ashlyn Krueger (* 2004), Tennisspielerin
- Kylie Rogers (* 2004), Schauspielerin
- Diego Hernandez (* 2005), Fußballspieler
- Mckenna Grace (* 2006), Schauspielerin und Synchronsprecherin
- Julian Hilliard (* 2011), Kinderdarsteller

### Geburtsjahr unbekannt
- James Adam Lim (* im 20. Jahrhundert), Schauspieler
- Scott Haze (* im 20. Jahrhundert), Filmschauspieler, Filmregisseur, Filmproduzent und Drehbuchautor
- Sara K. (* im 20. Jahrhundert), Singer-Songwriterin

## Berühmte Einwohner von Dallas
- Jimmy Joy (1902–1962), Saxophonist, Klarinettist, Sänger und Bigband-Leader
- Boyd Bennett (1924–2002), Songwriter, Schlagzeuger und Rock'n'Roll-Sänger
- Dennis Herrold (1927–2002), Rockabilly-Musiker
- Lieux Dressler (1930–2018), Schauspielerin
- Mel Renfro (* 1941), American-Football-Spieler
- George W. Bush (* 1946), 43. Präsident der Vereinigten Staaten
- Dan Piraro (* 1958), Cartoonist
- Thomas Osang (* 1962), Wirtschaftswissenschaftler
- Andy Timmons (* 1963), Gitarrist
- Marc Gilpin (1966–2023), Schauspieler
- Lacey Conner (* 1976), Sängerin und Songwriterin
- Dirk Nowitzki (* 1978), Basketballspieler
- Charley Crockett (* 1984), Country- und Bluessänger
- Demi Lovato (* 1992), Schauspielerin und Sängerin